# Ketubot

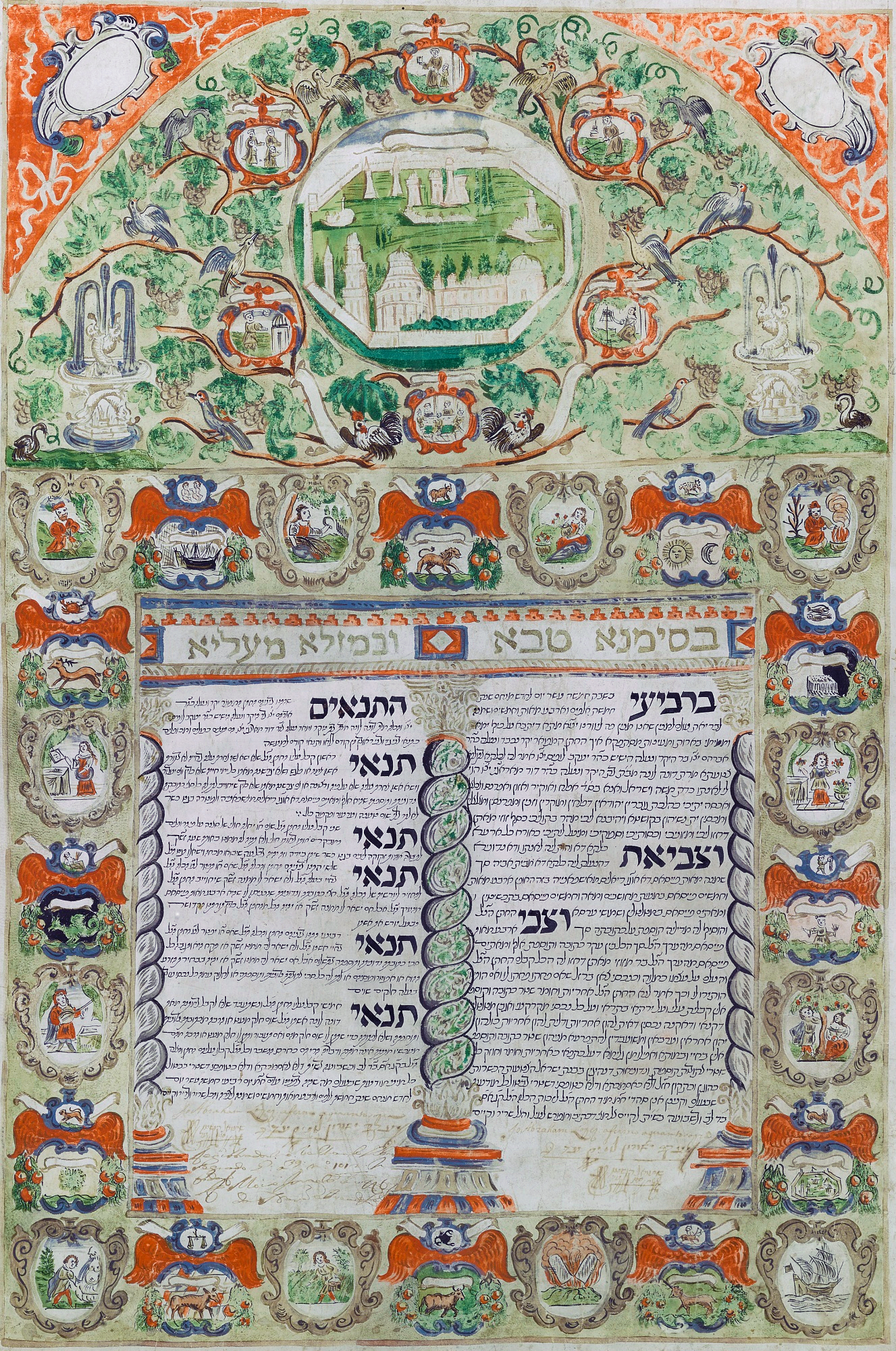
Ketubà decorada, Livorno, 1698.

Ketubot (en hebreu: מסכת כתובות) (transliterat: Masechet Ketubot) és el segon tractat de l'ordre de Naixim de la Mixnà, del Talmud i de la Tosefta. El tractat té 11 capítols. El tractat parla sobre el certificat de matrimoni jueu, la ketubà. El tractat Ketubot forma part del Talmud de Babilònia i del Talmud de Jerusalem. Una ketubà (en hebreu: כְּתוּבָּה) (en plural: ketubot ) és un tipus especial d'acord prenupcial jueu. Es considera part integrant d'un matrimoni jueu tradicional, i descriu els drets i les responsabilitats del nuvi envers la núvia. Actualment, la ketubà no té un valor monetari, no obstant això, té valor legal a l'Estat d'Israel.